# HMS P615
| P615                                                               | P615 | P615 |
| ------------------------------------------------------------------ | --- | --- |
| HMS P615                                                           | | |
|                                                                    | | |
| Зображення підводного човна P614, однотипного з P615               | | |
| Верф                                                               | Vickers-Armstrongs, Барроу-ін-Фернесс                                                                   | Vickers-Armstrongs, Барроу-ін-Фернесс                                                                   |
| Під прапором                                                       | Велика Британія                                                                                         | Велика Британія                                                                                         |
| Належність                                                         | Військово-морські сили Великої Британії                                                                 | Військово-морські сили Великої Британії                                                                 |
| Порт приписки                                                      | Александрія                                                                                             | Александрія                                                                                             |
| Закладений                                                         | 30 жовтня 1939                                                                                          | 30 жовтня 1939                                                                                          |
| Спуск на воду                                                      | 1 листопада 1940                                                                                        | 1 листопада 1940                                                                                        |
| Введений до складу флоту                                           | 3 квітня 1942                                                                                           | 3 квітня 1942                                                                                           |
| На службі                                                          | 1942—1943                                                                                               | 1942—1943                                                                                               |
| Загибель                                                           | 18 квітня 1943 року загинув унаслідок торпедної атаки німецького човна U-123 біля берегів Сьєрра-Леоне  | 18 квітня 1943 року загинув унаслідок торпедної атаки німецького човна U-123 біля берегів Сьєрра-Леоне  |
| Бойовий досвід                                                     | Друга світова війна Битва за Атлантику Кампанія в Арктиці Арктичні конвої * Конвой PQ 17 * Конвой QP 14 | Друга світова війна Битва за Атлантику Кампанія в Арктиці Арктичні конвої * Конвой PQ 17 * Конвой QP 14 |
| Проєкт                                                             | | |
| Тип ПЧ                                                             | середній торпедний ДПЧ                                                                                  | середній торпедний ДПЧ                                                                                  |
| Основні характеристики                                             | | |
| Швидкість (надводна)                                               | 13,7 вузлів (25,4 км/год)                                                                               | 13,7 вузлів (25,4 км/год)                                                                               |
| Швидкість (підводна)                                               | 8,4 вузлів (15,6 км/год) (підводна)                                                                     | 8,4 вузлів (15,6 км/год) (підводна)                                                                     |
| Робоча глибина занурення                                           | 95 м | 95 м |
| Гранична глибина занурення                                         | 110 м                                                                                                   | 110 м                                                                                                   |
| Дальність плавання                                                 | 2 500 морських миль (4 630 км) на швидкості 10 вузлів (18,6 км/год)                                     | 2 500 морських миль (4 630 км) на швидкості 10 вузлів (18,6 км/год)                                     |
| Екіпаж                                                             | 40 осіб                                                                                                 | 40 осіб                                                                                                 |
| Розміри                                                            | | |
| Довжина найбільша (по КВЛ)                                         | 64 м | 64 м |
| Ширина корпусу найб.                                               | 6,81 м                                                                                                  | 6,81 м                                                                                                  |
| Середня осадка (по КВЛ)                                            | 3,61 м                                                                                                  | 3,61 м                                                                                                  |
| Водотоннажність надводна                                           | 624 т                                                                                                   | 624 т                                                                                                   |
| Силова установка                                                   | | |
| дизель-електрична; 2 дизельних двигуни Admiralty, 2 електродвигуни | | |
| Гвинти                                                             | 2 | 2 |
| Потужність                                                         | 2 × 1 200 к.с. (дизелі) 2 × 780 к.с. (електродвигуни)                                                   | 2 × 1 200 к.с. (дизелі) 2 × 780 к.с. (електродвигуни)                                                   |
| Озброєння                                                          | | |
| Торпедно- мінне озброєння                                          | 5 × 533-мм торпедних апаратів                                                                           | 5 × 533-мм торпедних апаратів                                                                           |
| ППО                                                                | 1 × 76-мм зенітна гармата QF 3-inch 20 cwt                                                              | 1 × 76-мм зенітна гармата QF 3-inch 20 cwt                                                              |

P615 (англ. HMS P615) — військовий корабель, підводний човен типу «Арудж» Королівського військово-морського флоту Великої Британії часів Другої світової війни. Човен разом з однотипними «Арудж Рейс», «Мурат Рейс», «Бурак Рейс» виготовлявся на замовлення турецьких ВМС. Утім, через початок Другої світової війни субмарина була реквізована британським адміралтейством та включена до складу Королівського військово-морського флоту Великої Британії та взяла активну участь у Другій світовій війні.
Підводний човен P615 був закладений 30 жовтня 1939 року на верфі компанії Vickers-Armstrongs у Барроу-ін-Фернессі. 1 листопада 1940 року він був спущений на воду, а 3 квітня 1942 року увійшов до складу Королівського військово-морського флоту Великої Британії.

## Історія
27 червня підводний човен P615 у складі сил безпосередньої охорони конвою PQ 17 вийшов від берегів Ісландії до Архангельська, а згодом повертався з конвоєм QP 13 до Рейк'явіка. 4 липня Адміралтейство отримало повідомлення про вихід у море лінкора «Тірпіц» і перший морський лорд адмірал флоту Д.Паунд віддав наказ «Конвою розсіятися!», а супроводжуючі конвой PQ 17 бойові кораблі відкликали для перехоплення «Тірпіца», усі транспортні судна кинули напризволяще. Як з'ясувалося згодом, інформація про вихід німецького лінкора виявилася неточною, тоді як конвой, залишений без захисту, став легкою здобиччю німецьких підводних човнів і торпедоносців. Як наслідок, 22 транспорти та 2 допоміжних судна із складу конвою були потоплені.